# Elixir (Marvel Comics)
Pour les articles homonymes, voir Élixir.
Elixir (de son vrai nom Joshua Foley) est un personnage appartenant à l’univers de Marvel Comics. Il est apparu pour la première fois dans la série New Mutants vol.2 #5, apparaissant essentiellement par la suite dans plusieurs comics dérivés des X-Men.

## Biographie fictive
Joshua Foley est originaire du quartier de Flushing dans le borough du Queens à New York.
Ancien membre des Reavers de Donald Pierce, il est un fervent défenseur de la cause anti-mutante. Mais lors d'une bataille contre les Nouveaux Mutants, Josh Foley' découvre qu'il est lui-même un mutant. Les Reavers le rejettent, et Foley n'a d'autre choix que de rejoindre les élèves de l’Institut Xavier où il prend le nom de code Elixir. Mais les élèves ont du mal à lui pardonner son passé. Il finit néanmoins par s'intégrer parmi les élèves de Danielle Moonstar et sort avec Giroflée. Elle a été tuée par un coup de feu, tiré par Matthew Risman, un agent de William Stryker.
Lorsque Stryker a commencé son attaque contre l'institut, Josh était assis sans réagir à l'infirmerie. Cependant, Josh a repris ses esprits et, furieux de la mort de Laurie et des autres étudiants, a tué Stryker en utilisant ses pouvoirs pour provoquer des gonflements massifs et une défaillance des organes. Cette action a eu pour résultat imprévu de noircir sa peau dorée et Josh est tombé dans un état catatonique. 
Lorsque X-23 a été mortellement blessée et incapable de guérir lors de la bataille finale avec Nemrod, Hellion (Julian Keller) l'a ramenée à l'Institut. Josh a réussi à guérir Laura, sa peau revenant à sa couleur dorée, bien que certaines parties noires soient restées.
Il a en 2008 rejoint le groupe clandestin X-Force.
X-Force s'est dirigé vers Genosha pour éliminer Selene et son Cercle Intérieur.[34] Sur Genosha, Elixir a affronté Wither (Kevin Ford) dans un combat à mort. Kevin s'est exclamé qu'il tuerait Josh pour ne pas avoir protégé Laurie, que seul lui-même aurait pu la sauver et qu'il était le seul à l'aimer. Elixir est passé à sa forme noire, a dit à Kevin qu'il avait toujours aimé Laurie, puis a inversé les effets de Wither, transformant Kevin en poussière.
Elixir a quitté l'équipe X-Force, invoquant des difficultés à sortir de sa forme noire. Il a choisi de rester sur Genosha, guérissant et enterrant les cadavres laissés par Selene, mais a découvert qu'il ne pouvait plus guérir.
Quelque temps plus tard, Elixir fit partie des Utopiens, un groupe de mutants habitant les ruines de l'île d'Utopia.
Les X-Men ont été contactés par le S.H.I.E.L.D. pour enquêter sur l'île après la disparition d'une équipe de reconnaissance. Les X-Men se sont téléportés sur l'île et ont d'abord engagé les Utopiens. Après en avoir parlé et découvert que les Utopiens ne voulaient rien d'autre que d'être en sécurité et tranquilles, les X-Men leur ont offert une place à la Nouvelle école Charles Xavier qu'ils ont acceptée avec plaisir.
Quelque temps plus tard, Elixir est devenu membre du nouveau Hellfire Club d'Emma Frost. Pendant que Joshua attendait avec Vanisher, celui-ci se fit tirer dessus par une balle remplie d'un sérum de guérison créé par le Fauve. Le corps de Vanisher s'est transformé en une substance gluante tandis qu'Elixir a essayé tout ce qu'il pouvait avec ses capacités de guérison, mais ils n'étaient pas assez forts pour le sauver.
À la suite de la fondation d'un État-nation souverain à Krakoa par la main de Charles Xavier et de ses alliés, Elixir est devenu membre des Cinq, un groupe de mutants capables de combiner leurs pouvoirs dans un processus de résurrection. Ensemble, les Cinq ont pu créer de nouveaux corps clonés pour les mutants décédés, restaurant leurs corps, leurs pouvoirs et leurs souvenirs tels qu'ils étaient au moment de leur mort. 
Xavier a chargé les Cinq de ressusciter Marvel Girl, Cyclope, Husk, Archangel, Penance, Mystique, Wolverine et Diablo, qui sont morts en arrêtant la création de Nemrod. Les Cinq avaient auparavant ressuscité d'autres mutants décédés depuis longtemps, tels que le Hurleur, Sophie et Esme Cuckoo.

## Pouvoirs
- Elixir a un pouvoir guérisseur qui lui permet de soigner lui-même ou bien les autres. C'est en se soignant lui-même que sa peau et ses yeux devinrent dorés et ses cheveux blancs.
- Il peut également provoquer des tumeurs chez autrui, comme récemment[Quand ?] chez le Vanisher. Quand il le fait, sa peau devient noire.
- Il est, d'après le Professeur Xavier, un mutant oméga, c'est-à-dire au potentiel quasi illimité.